# Tricholosporum longicystidiosum
Tricholosporum longicystidiosum es una especie de hongo de la familia Tricholomataceae. Encontrado en México, fue descrito como nuevo para la ciencia en 1990.